# Noël Joseph Auguste Delfosse

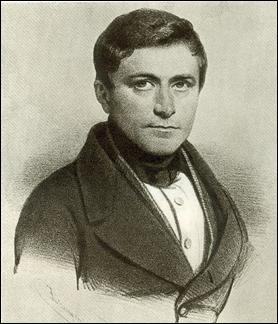
Noël Joseph Auguste Delfosse

Noël Joseph Auguste Delfosse, född 9 mars 1801 i Liège, död där 22 februari 1858, var en belgisk politiker.
Delfosse var en tid advokat i Liège, blev 1840 medlem av representantkammaren, där han hävdade kommunernas och statens rätt i undervisningsfrågan, tog livlig andel i kampen mot den klerikala ministären Barthélémy de Theux de Meylandt samt var 1847–52 en av vicepresidenterna och 1852–55 president i kammaren. Det var till väsentlig del hans vältalighet och inflytande, som höll 1848 års republikanska strömningar fjärran från Belgien. År 1857 fick han titel av statsminister, men begick året därpå självmord.